# Ehndorf
Ehndorf est une commune allemande du Schleswig-Holstein, située dans le sud de l'arrondissement de Rendsburg-Eckernförde (Kreis Rendsburg-Eckernförde), à six kilomètres au sud-ouest du centre-ville de Neumünster. Ehndorf est l'une des 30 communes de l'Amt Mittelholstein (« Moyen-Holstein ») dont le siège est à Hohenwestedt.